# شهرستان بروکس (تگزاس)

موقعیت شهرستان در ایالت تگزاس

بروکس یکی از شهرستان‌های ایالت تگزاس می‌باشد.
این شهرستان در جنوب این ایالت است.
جمعیت این شهرستان در سال ۲۰۱۰ میلادی معادل ۷۲۲۳ نفر بود.